# Fäviken Game Fair
Fäviken Game Fair var en jakt- och friluftsmässa i Åre kommun, Jämtland, arrangerad 1994-2015. Förutom 250 utställare i jakt-, fiske- och friluftsbranschen anordnades även föreläsningar, uppvisningar och prova-på-aktiviteter. Mässan arrangerades sista helgen i juli.
År 2013 lyckades man få drygt 28 000 besökare. Begreppet Game Fair kommer från Storbritannien där landsbygdens befolkning samlades för att fira att höstskörden var avklarad och att jakten stod för dörren. 
Patrik Brummer, ägaren av Fäviken Egendom där mässan arrangerades, bestämde 2015 att lägga ner satsningen för att fokusera på andra verksamheter. 
Som en följd av nedläggningen så startade två nya Game Fair's i området, Jämtland Game Fair och Västgård Game Fair. Jämtland Game Fair på Frösön som arrangerades 2016-2018 och Västgård Game Fair arrangeras sedan 2016 i byn Kall, strax nordväst om Fäviken.